# كريكيت الحانات
كريكيت الحانات هي لعبة سيارات تُلعب في المملكة المتحدة ودول أخرى التي تضم عدداً كافياً من الحانات التي تحمل أسماء مناسبة. يسجل اللاعبون نقاطًا من خلال اكتشاف علامات الحانة: النتيجة تساوي إجمالي عدد الأرجل الجسدية التي تخص الأشخاص أو الحيوانات في اسم الحانة.

## قواعد اللعبة
هناك عدة اختلافات في القواعد.  يتناوب لاعب واحد أثناء الرحلة. هذا يعني أنه يبحث عن الحانات التي تمر بها السيارة. عندما يتم العثور على أحد، يحصل على نقطة لكل ساق  يمتلكها موضوع عنوان الحانة. وهكذا يحصل "The Jolly Sailor"، ذو قدمين، على نقطتين بينما يحصل «الحصان الأبيض»، رباعي الأرجل، على 4. إذا كان اسم الحانة هو اسم شيء أو مفهوم بدون أرجل، فإنها لا تسجل أي نقاط. يخرج اللاعب إذا كان اسم الحانة يتضمن كلمة «أسلحة» أو «رأس»  ويكون دور اللاعب التالي.اللعبة. تنتهي في نهاية الرحلة. اللاعب ذو النتيجة الأعلى يفوز.
يمكن أن تحدث خلافات مع العديد من علامات الحانة. على سبيل المثال، هل "Hogshead" خارج (رأس الخنزير) أم لا توجد نقاط (نوع البرميل المعروف باسم hogshead)؟ هل يخرج «ساعي الطرق» لاعبًا، ويتعامل مع «الذراعين» على أنها تسمية الأطراف الأمامية لرجل الطريق، أم نقطتان، ويحصي ساقيه ويعامل «ذراعيه» على أنها تشير إلى أسلحته؟ هل «استراحة الملك هنري» نقطتان بسبب الملك أم لا نقطة لأن «الراحة» كائن غير حي؟ كم عدد الخيول الموجودة في «المدرب والخيول»؟ هل البزاقة في "The Slug and Lettuce" لها ساق واحدة أم لا أرجل؟

## حانات عالية النقاط
من بين علامات الحانة الشائعة، من أفضلها هم البجع السبعة (14 نقطة) وفوكس أند هاوندز (12 نقطة). ويمكن لبعض أسماء الحانات غير العادية أن تسجل أكثر من ذلك بكثير - The Twenty Church Wardens، في Cockley Cley، نورفولك، إذ يسجل 40 نقطة و The Million Hare، في Woolwich، سجل 4 ملايين نقطة في الإصدار الأساسي حتى تمت إعادة تسميته.
يسجل الكريكيت أربع نقاط (عدد لاعبي الكريكيت غير محدد، لذا افترض نقطتين) ولكن فريق الكريكيت، إذا كان موجودًا، سوق يسجل 22. ف The Eleven Cricketers في Storrington في ساسكس، مغلق الآن، إذ سجل 22 نقطة منذ تحديد عدد لاعبي الكريكيت.
يمكن القول بأن رجال دوق يورك أحرز 200 نقطة، ولكن يمكن أيضًا القول إنه سجل أربع نقاط فقط لأن الاسم لا يحدد عدد الرجال. ولذلك، يمكن القول بأن خلية النحل تساوي 600 نقطة، حيث سيكون هناك ما لا يقل عن 100 نحلة في خلية نحل؛ على العكس من ذلك، يمكن القول إنه للحصول على اثنتي عشرة نقطة لأنه لم يتم تحديد عدد النحل. يمكن القول أيضًا إن خلية النحل هي الخلية نفسها وبالتالي لا تسجل أي نقاط.

## قائمة المراجع
1. ↑  Reader's Digest (1966). A.A. Book of the Road: Incorporating the Ordnance Survey Four Miles to the Inch Series (بالإنجليزية). Reader's Digest Association in collaboration with the Automobile Association. Archived from the original on 2021-03-10.
2. ↑  "Clancys, Woolwich". whatpub.com. مؤرشف من الأصل في 2021-01-20. اطلع عليه بتاريخ 2021-03-10.